# Malayotyphlops ruber
Malayotyphlops ruber är en ormart som beskrevs av Boettger 1897. Malayotyphlops ruber ingår i släktet Malayotyphlops och familjen maskormar. Inga underarter finns listade i Catalogue of Life.
Denna orm förekommer i Filippinerna förutom ögruppens västra del. Arten lever i låglandet och i bergstrakter upp till 1000 meter över havet. Individer hittades i skogar, i gräsmarker med glest fördelade större växter och i kulturlandskap. Honor lägger ägg.
För beståndet är inga hot kända. Hela populationen anses vara stabil. IUCN kategoriserar arten globalt som livskraftig.